# E-Werk (Köln)

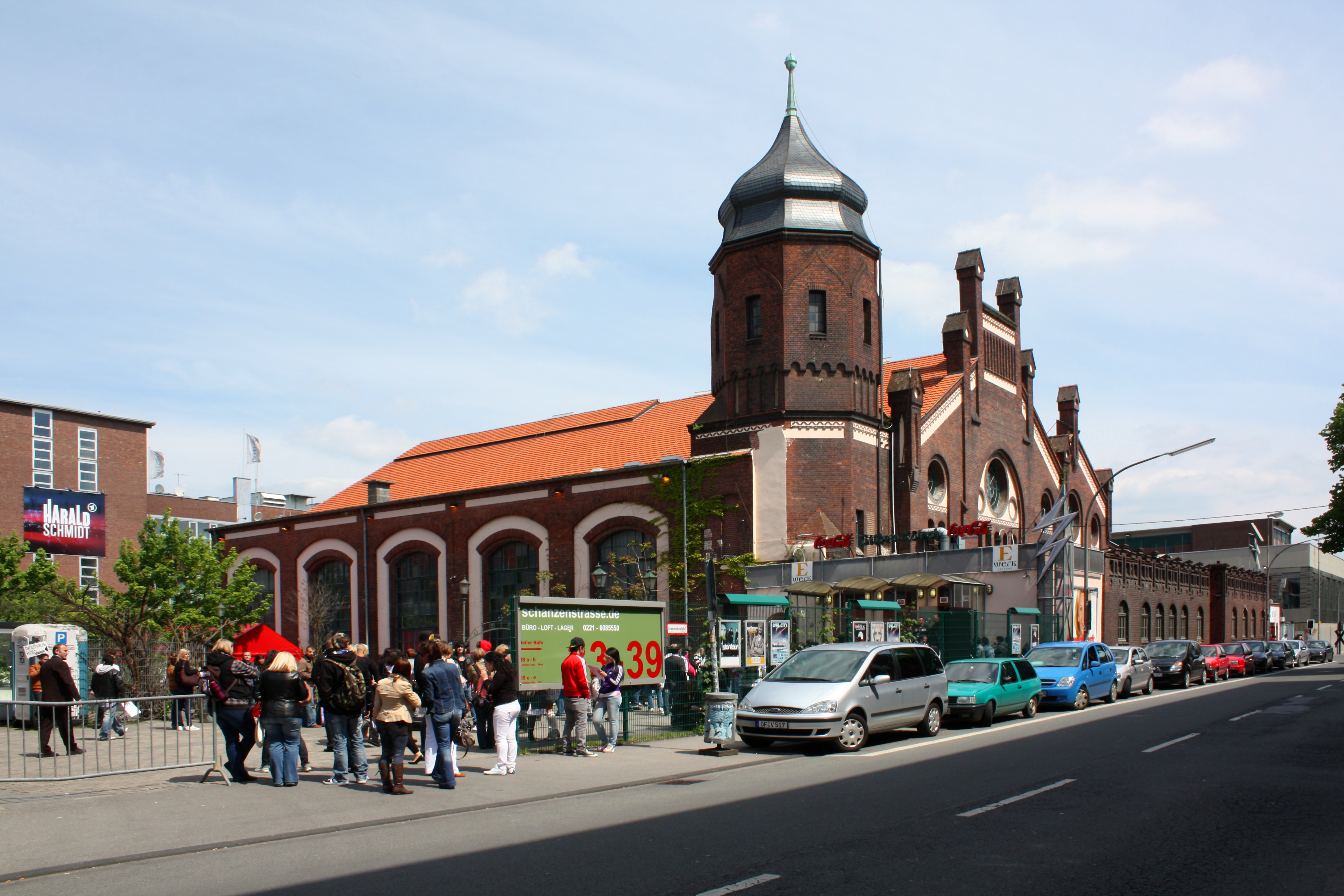
E-Werk, Köln-Mülheim

Das E-Werk an der Schanzenstraße in Köln-Mülheim ist ein ehemaliges Elektrizitätswerk im Stil des Historismus, das unter Denkmalschutz steht und seit 1991 als Veranstaltungshalle genutzt wird.

## Geschichte
Im Jahr 1903 wurde von der damals noch eigenständigen Stadt Mülheim aufgrund des steigenden Bedarfs nach elektrischer Energie ein großes Elektrizitätswerk geplant, das in den Jahren 1904–1905 für 1,3 Millionen Mark durch das Frankfurter Unternehmen Elektrizitäts-AG vormals W. Lahmeyer & Co. errichtet wurde. Das Kraftwerk sollte Licht- und Kraftstrom für die Stadt liefern: Drehstrom mit 5000 Volt und für die Kleinbahnen Gleichstrom von 550–600 Volt. Zum E-Werk gehörte auch ein später abgebrochenes Bürogebäude an der Schanzenstraße.
Als Mülheim 1914 nach Köln eingemeindet wurde, wechselte auch der Eigentümer des Elektrizitätswerks. Bis in das Jahr 1930 wurde hier Strom für die Stadt Köln erzeugt. Anschließend erwarb das Unternehmen Felten & Guilleaume das Gelände. Die Halle wurde als Produktionsstandort für Drahtseile und ab den 1950er Jahren für Ketten genutzt. Danach diente es noch als Lager, bis nach einem starken Sturm gegen Ende November 1984 das Dach so stark beschädigt wurde, dass sogar zwischenzeitlich ein Abbruch erwogen wurde. Zwar war das Gebäude bereits 1977 als hervorragendes technisches Denkmal eingeschätzt worden, aber der Eintrag in die Denkmalliste erfolgte erst 1986.

## Aktuelle Nutzung

Logo des „E-Werk“

Köln besaß zu dieser Zeit kaum geeignete Orte für Rockkonzerte, da das Müngersdorfer Stadion oder die Sporthalle oft zu groß und andere Locations zu klein waren. So  beschlossen Ende der 1980er Jahre die Mitglieder der Kölner Musikgruppe BAP, einen neuen Veranstaltungsort in Köln aufzubauen und erwarben dazu das stark renovierungsbedürftige Elektrizitätswerk. Nach zweijähriger Renovierung und Umbau für 5 Millionen DM eröffneten sie gemeinsam mit weiteren Partnern aus der Kölner Unterhaltungsbranche 1991 den Veranstaltungsort „E-Werk“. Seitdem wird der rote Backsteinbau als Konzerthalle, Diskothek und Festsaal genutzt. Künstler wie The Corrs,  Huey Lewis and the News, Kylie Minogue, a-ha, Blur, Alicia Keys, David Bowie, Die Ärzte, B. B. King, Joss Stone, Robbie Williams, Manic Street Preachers, Coldplay, Nena, Manowar, Motörhead, Green Day, Red Hot Chili Peppers, 187 Strassenbande, Ziggy Marley und Arch Enemy traten dort bereits auf. Aber auch Shows und Betriebsfeste finden hier statt, für die die Halle angemietet werden kann. Seit 1991 findet hier die jährliche Stunksitzung statt, eine mit persiflierenden Seitenhieben gespickte Alternativveranstaltung zu den etablierten Prunksitzungen des Kölner Karnevals. Es werden hier regelmäßig ca. 55.000 Besucher an 50 Abenden gezählt.
Das E-Werk wird heute gemeinsam mit dem benachbarten Palladium von der Global Gastronomie- und Veranstaltungsgesellschaft mbH betrieben. Nach erneutem Umbau wurde 2006 der Diskothek-Betrieb eingestellt. Das E-Werk hat eine Kapazität von bis zu 2.000 Besuchern bei einer Nutzfläche von bis zu 1.630 m² (ohne Außenbereich).